# الساندرو لامبروچینی
الساندرو لامبروچینی (انگلیسی: Alessandro Lambruschini؛ زادهٔ ۷ ژانویهٔ ۱۹۶۵) ورزشکار دو و میدانی اهل ایتالیا بود.